# Jacques Rochette de La Morlière

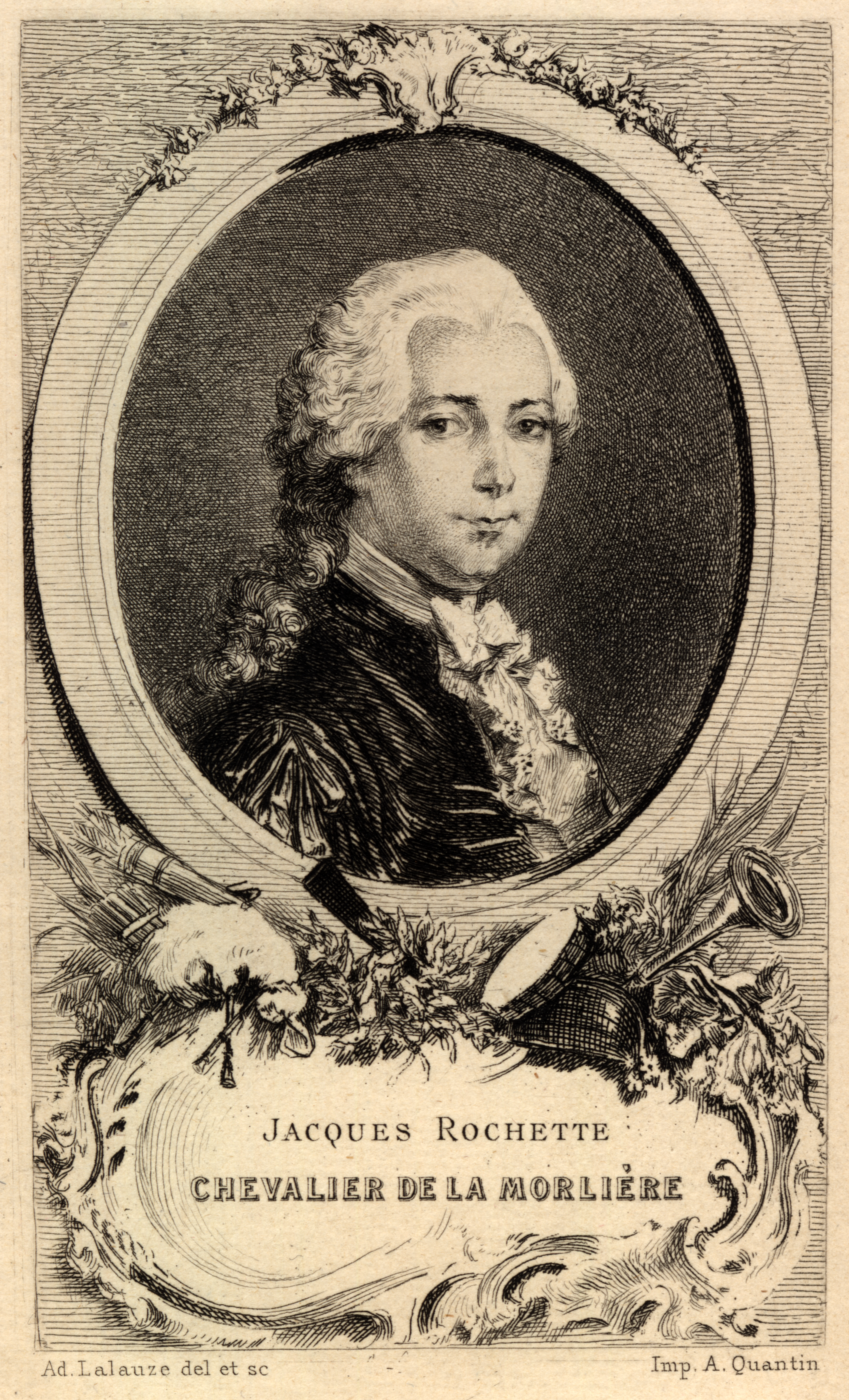
Jacques Rochette Chevalier de La Morlière

Charles-Jacques-Louis-Auguste Rochette de La Morlière, genannt Le Chevalier (* 22. April 1719 in Grenoble; † 9. Februar 1785 in Paris), war ein französischer Libertin, Literat, Theaterautor, Journalist, Schreiber von Pamphleten und Betrüger.

## Leben

### Herkunft und Jugend
Jacques Rochette de La Morlière wurde 1719 in Grenoble als Sohn des conseiller du roi und Leiters des Finanzgerichtshofs der Dauphiné, Joseph Rochette de La Morlière, und seiner Frau Anne Bûcher geboren. Beide Eltern stammten aus angesehenen Juristenfamilien Grenobles und beide Familien gehörten seit dem 16. Jahrhundert zum Amtsadel des Ancien Régime. Auch La Morlière erhielt eine juristische Ausbildung und bereits im Alter von 18 Jahren eine Stelle am Gerichtshof in Grenoble. Die Stadt musste er aber schon bald wegen verschiedener Skandale, in die er verwickelt war, verlassen.

### Literarische Karriere
La Morlière ging nach Paris, trat den Musketieren des Königs bei und wurde binnen kurzem wegen unehrenhaften Verhaltens von der Truppe ausgeschlossen. Nach dieser kurzen militärischen Karriere widmete er sich mit mehr Erfolg der Schriftstellerei.
1746 kam sein erotischer Roman Angola, histoire indienne, Ouvrages sans ressemblance heraus, der mit entsprechenden Kupferstichen versehen war und in dem er ein satirisches Sittenbild des Pariser Gesellschaft der Zeit Ludwigs XV. zeichnete. Das Buch wurde bereits zwei Jahre später in einer schlechten deutschen Übersetzung in Agra (i. e. Hamburg) gedruckt, in welcher der satirische Gehalt „nicht völlig verloren“ ging.
1748 erschien das Buch Les Lauriers ecclésiastiques ou Campagnes de l’abbé TM*** in einer Auflage von 500 Exemplaren, das sich zu einem Bestseller der Zeit entwickelte und bis 1797 neun aktualisierte Auflagen erfuhr. Das im Stil der erotischen Romane Crébillons geschriebene Buch wurde in den Salons als Schlüsselroman gelesen. In dem Protagonisten des Buchs wurde der Abbé Joseph-Marie de Terray, königlicher Finanzberater und Günstling der Madame de Pompadour, vermutet. Das Buch löste einen Skandal aus und brachte seinem Autor eine Verbannung nach Rouen ein.
1748, nach einem weiteren Skandal in Rouen, wo er ein Mädchen verführt hatte, war er zurück in Paris, publizierte die Très humbles remontrances à la cohue (1748), in dem er das neue Stück von Marmontel „Denys le Tyran“ niedermachte.

### Skandale und Verbannungen
Nach einem weiteren Skandal – es ging um eine verführte Ehefrau und gestohlenes Geld – wurde er in seine Geburtsstadt verbannt, kehrte aber kurz darauf unerlaubt nach Paris zurück, wo er prompt wegen Verstoß gegen die amtliche Ausweisung am 17. September 1748 in Saint Lazare eingesperrt wurde. Nach Absenden von Bitt- und Verteidigungsschriften und nach Intervention seines Vaters wurde er freigelassen und ein weiteres Mal nach Grenoble verbannt. 1755 wurde er im Pariser Gefängnis For-l’Évêque eingesperrt, da es ihm an dem nötigen Respekt gegenüber dem Minister Malesherbes mangelte.
Im März 1758 war er in Paris einem neuen Skandal verwickelt. Er hatte eine verheiratete Frau entführt, es kam zu einem Prozess, in dem die Ehefrau die Impotenz ihres Ehemanns vergeblich als Entlastungsgrund anführte. 1761 ging er gezwungenermaßen ein weiteres Mal nach Grenoble ins Exil, kam im folgenden Jahr nach Paris zurück und hatte die nächste Anklage am Hals, dieses Mal wegen Diebstahl. Sein Ruf als Gauner und Betrüger war inzwischen etabliert.

### Intrigen und Erpressung

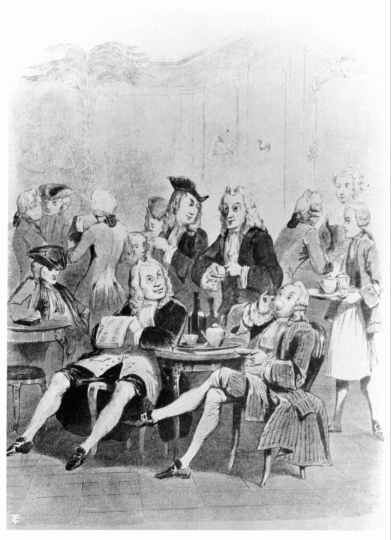
Gesellschaft im Café Procope, 1743

In Paris war er regelmäßig Gast bei der Salonnière Marie Anne Doublet. Er besuchte häufig das Café Procope, Stammlokal der Schachspieler, als auch das Café de la Régence, wo man ebenfalls Schach spielte. Hier trafen sich Theaterleute, Journalisten, Autoren und Mitglieder der Philosophen-Clique (Coterie holbachique) um den Baron d’Holbach, zu denen auch Diderot zählte.
Bei den Intrigen der Schauspieler und anderer Akteure der Comédie-Française und der Comédie Italienne war er als Fädenzieher und Intrigant mittendrin. Seine Claque von rund 150 meist erfolglosen Literaten beherrschte zwischen 1744 und 1758 die Pariser Theaterszene und war in der Lage, jedes Stück scheitern zu lassen, was allerdings durch entsprechende Mittel verhindert werden konnte. Prominentes Opfer seiner Erpressungen war 1748 Voltaire bei der Premiere der Sémiramis.
Andererseits bediente sich auch die Philosophen-Clique seiner Dienste im Fall von Charles Palissot. Palissot war Gegenspieler der Enzyklopädisten, insbesondere Diderots, deren gegenseitige Polemiken ihren Höhepunkt in der Komödie Les Philosophes erreichten. Das Stück wurde am 2. Mai 1760 an der Comédie-Française uraufgeführt, wurde aber trotz der Bemühungen La Morlières und seiner Claqueure und schlechten Kritiken auch von Journalisten, die nicht mit der Encyclopédie sympathisierten, ein großer Erfolg. La Morlière hatte dann auch seinen Auftritt in Diderots Dialog Rameaus Neffe.
In der Zeit zwischen 1746 und 1755 schrieb La Morlière Kritiken über die neusten Theaterstücke u. a. über Racine, Voltaire, Crébillon und Fréron, die als Pamphlete formuliert sind. Seine Komödie in drei Akten Le Gouverneur (1751), der Einakter La Créole (1754) und der Zweiakter L’Amant déguisé (1758) sind zu seinen Lebzeiten offenbar nie gedruckt worden. Die Comédie-Française brachte im Juli 1754 La Créole.
Er war außerdem zusammen mit Gottfried Sellius an den Anti-feuilles von Bénigne Dujardin (* 1689; † um 1770) beteiligt.
La Morlières finanzielle Situation war immer angespannt, die Pension, die ihm seine Eltern zahlten, reichte nicht aus. Wie Jean Fabre schreibt, schlug er sich als Journalist, Gauner und Trickbetrüger, Falschspieler und Gesangsmeister und Schmarotzer der Pariser bürgerlichen und Adelsgesellschaft durch. Er handelte mit Bildern, veruntreute Geld Gutgläubiger, das er anlegen sollte und ging seine Bekannten um Darlehen an.
Gegen Ende seines Lebens war er völlig verarmt und starb in einem Pariser Elendsviertel.

## Werke (Auswahl)
- Angola, histoire indienne. 2 Bände. Paris 1746 (Digitalisat Band 1, Band 2).
  - Angola, eine indianische Geschichte, worinnen man findet, was man nicht suchet. Ursprünglich aus dem Arabischen übersetzt. 1. 2. Theil. Agra [d. i. Hamburg] 1748
  - Angola. Deutsch von Gustav von Joanelli. Mit Illustrationen von Coeurdame. Moderne Bibliothek, Hynek Prag, (um 1900) (Eintrag bei ÖNB)
- Les Lauriers ecclésiastiques ou Campagnes de l’abbé de T… Paris 1748.
- Observations sur la tragédie du duc de Faix, de M. de Voltaire. 1752.
- Le Contrepoison des feuilles ou Lettres sur Fréron. 1754.
- Le Fatalisme ou Collection d’anecdotes pour prouver l’influence du sort sur l’histoire du cœur humain, ouvrage dédié à Mme Du Barry. 2 Bände. 1769.
  - Der Einfluß des Schicksals auf die Geschichte des menschlichen Herzens. In einer Sammlung von Anecdoten aus dem Französischen des Herrn Chevalier de la Morlière. Leipzig bey Siegfried Lebrecht Crusius 1770.
- Meisternovellen des achtzehnten Jahrhunderts. Deutscher Bücherbund, Hamburg 1968